# Sarani járás
A Sarani járás (oroszul Шаранский район, baskír nyelven Шаран районы) Oroszország egyik járása a Baskír Köztársaságban, székhelye Saran falu.

## Népesség
- 1970-ben 33 496 lakosa volt, melyből 13 038 tatár (38,9%), 4 516 baskír (13,5%).
- 1989-ben 23 838 lakosa volt, melyből 12 160 tatár (51%), 1 525 baskír (6,4%).
- 2002-ben 24 494 lakosa volt, melyből 7 614 baskír (31,09%), 6 675 tatár (27,25%), 4 936 mari, 2 608 orosz (10,65%), 2 510 csuvas.
- 2010-ben 22 514 lakosa volt, melyből 7 404 tatár (33%), 5 589 baskír (24,9%), 4 414 mari (19,7%), 2 600 orosz (11,6%), 2 180 csuvas (9,7%), 37 ukrán, 18 mordvin, 4 fehérorosz, 2 udmurt.

| Lakosok száma | 51 981 | 33 812 | 23 838 | 49 205 | 22 514 | 22 111 | 21 536 | 20 832 | 20 303 | 19 795 |
|               | 1939   | 1970   | 1989   | 2008   | 2010   | 2012   | 2014   | 2016   | 2018   | 2021   |